# Bombylios

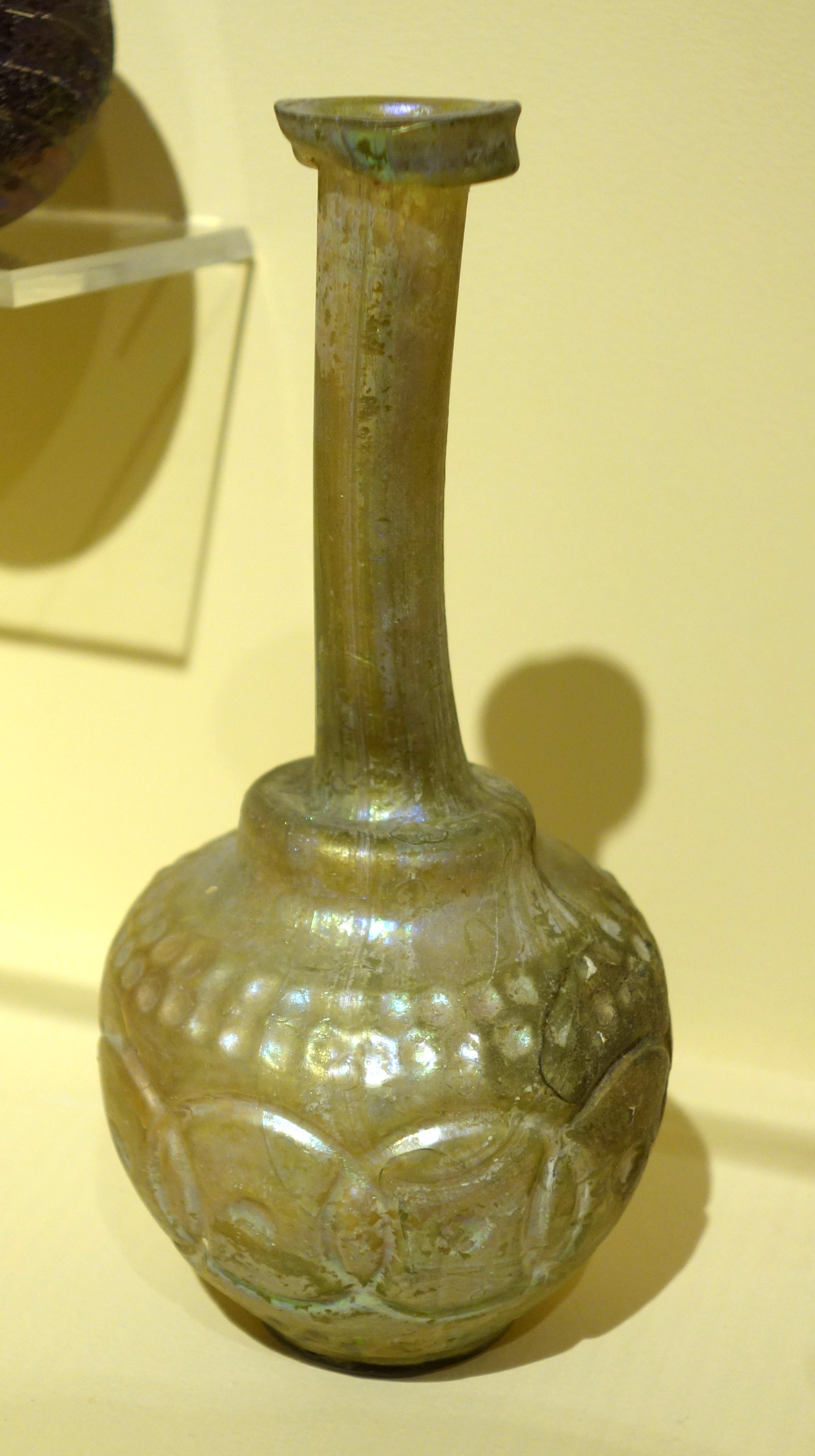
Alabastrón (¿Bombylios?) griego, (hacia 350-300 a. C.), en el Fitchburg Art Museum.

Bombylios o bombilio (del griego («βομβυλιός» o «βομβυλή», 'abejorro) es un vaso griego usado como ungüentario para contener perfumes o aceites, de pequeño tamaño, cuello muy estrecho y cuerpo ovoidal que se ensancha en su base, similar al alabastrón. Su nombre, al parecer, le viene del 'gorgoteo' que producía la vasija al escanciar el líquido contenido.
Clasificado inicialmente por Hesych, Schol y Apollon (n.º 2.569), se documenta en Grecia y Etruria.